# 비추미여성대상
비추미여성대상은 삼성생명공익재단에서 주던 상이다. 2013년부터 삼성효행상과 통합되어 삼성행복대상으로 개편되었다.